# Francesco Fulvio Frugoni
Pour les articles homonymes, voir Frugoni.
Francesco Fulvio Frugoni né à Gênes en 1620 et mort à Venise avant 1689, est un écrivain italien du XVIIe siècle. Son Cane di Diogene, fresque allégorico-satirique de la culture et de la société de son temps, est un des plus singuliers monuments de la prose baroque italienne.

## Biographie
Francesco Fulvio Frugoni naquit à Gênes en 1620 et mourut avant 1689, date à laquelle parut son Cane di Diogene, œuvre en sept gros volumes de nature encyclopédique et moralisatrice, où se juxtaposent nouvelle picaresque, miniature surréaliste et parodie antiscolastique d'inspiration rabelaisienne.
Issu d'une riche famille noble de Gênes, Frugoni entra dans l'Ordre des Minimes en 1637 et fit profession au couvent de sa ville natale. Il passa la plupart de sa vie à circuler en Italie et à voyager à travers l'Europe, en Angleterre, en Hollande, mais surtout en France et en Espagne. Frugoni fut aussi le conseiller d'Aurelia Spinola, veuve du prince de Monaco Hercule, pour les intérêts de laquelle il accomplit plusieurs missions diplomatiques. Tout en voyageant avec elle à travers la France et l'Italie dans différentes courts européeenes pour l'aider à revendiquer ses droits, le religieux continue à cultiver ses intérêts littéraires et se lie d'amitié avec Emanuele Tesauro, le plus important théoricien littéraire italien de l'époque baroque. De cette aventure avec la princesse, Frugoni laisse une biographie romancée intitulée L'heroina intrepida (L'héroïne intrépide) qu'il publie en 1673 et laisse le témoignage du courage de cette princesse maltraitée dont il décrit les vertus "avec une minutie presque maniaque."
La production littéraire de Frugoni est prolixe, défaut de son époque, et se compose, en outre du Cane di Diogene, de pièces de théâtre, de portraits moraux, de littérature religieuse, de romans narratifs et héroï-comiques. La critique a exhumé cet écrivain seulement lorsque la littérature baroque a été ranimée, c'est-à-dire au cours de ces dernières dizaines d'années.

## Œuvres majeures

### LesRitratti critici
Les Ritratti critici, s'inscrivant dans une tradition littéraire qui décrit les vices à travers leur incarnation dans des personnages humains et anticipant la grande œuvre de l'auteur Il Cane di Diogene permet à Frugoni d'exprimer pleinement sa volonté moraliste et l'attitude de condamnation du monde. L'œuvre en trois volumes, structurée selon un système de symétries, comprend cinq « parenthèses » dans lesquelles l'écrivain feint de voir vingt-cinq portraits de personnages vicieux, parmi lesquels le courtisan et le poète, selon les polémiques courantes au XVIIe siècle. Est à mettre en évidence la comparaison, d'ailleurs coutumière, entre peinture et poésie, présente également dans d'autres œuvres de Frugoni. Bien entendu le pinceau n'est pas pour l'homme de lettres ligure à la hauteur des capacités de la plume, qui a entre autres le pouvoir de pénétrer les profondeurs de l'âme et de la révéler. C'est justement cette comparaison qui justifie l'usage du terme « portraits », qui désigne justement les portraits que l'auteur feint de voir, mais aussi l'art littéraire dont il se sert pour les décrire.

### Il Cane di Diogene
Il Cane di Diogene de Frugoni est une œuvre immense – « opera massima » comme la définit l'auteur lui-même : 4 400 pages distribuées en sept volumes ou « latrati » pour ce texte élaboré entre 1661-63 et 1686, et publié posthume entre 1687 et 1689. L'œuvre, d'intention à la fois satirique et didactique, se présente comme un roman, une encyclopédie et un traité d'éthique.
Frugoni veut écrire une satire des mœurs du temps et, pour cela, il choisit de s'exprimer généralement par un artifice : il fera entendre la voix (ou le langage ?) du chien Saetta (celui qui décoche des flèches), le chien du philosophe grecque Diogène. De plus, le plan de l'ouvrage est bâti sur une métaphore cynique puisqu'il le divise en sept « latrati » (aboiements). Le thème du chien satiriste n'est pas nouveau (on le trouve dans la poésie d'Horace), et sa filiation avec le cynisme de Diogène qui veut mordre « ceux qui sont méchants » est clairement établie par Frugoni.
L'ouvrage, dont les modèles littéraires, hors les hardiesses de pensée étrangères à l'esprit d'un siècle qui ne les eût pas admises, sont Pétrone et Lucien, et dont les intentions critiques s'expriment tour à tour par la voix de personnages cyniques ou déclassés, trouve par là de singulières convergences avec le Criticon de Baltasar Gracián.

## Œuvres
- La Vergine parigina (Venise, 1660) ;
- Candia angustiata (Venise, 1669) ;
- Ritratti critici (Venise, 1669) ;
- L'Eroina intrepida (Venise, 1673) ;
- Il cane di Diogene (Venise, 1689).